# Schaakstad Apeldoorn
Schaakstad Apeldoorn – holenderski klub szachowy z siedzibą w Apeldoorn, dwukrotny mistrz kraju.

## Historia

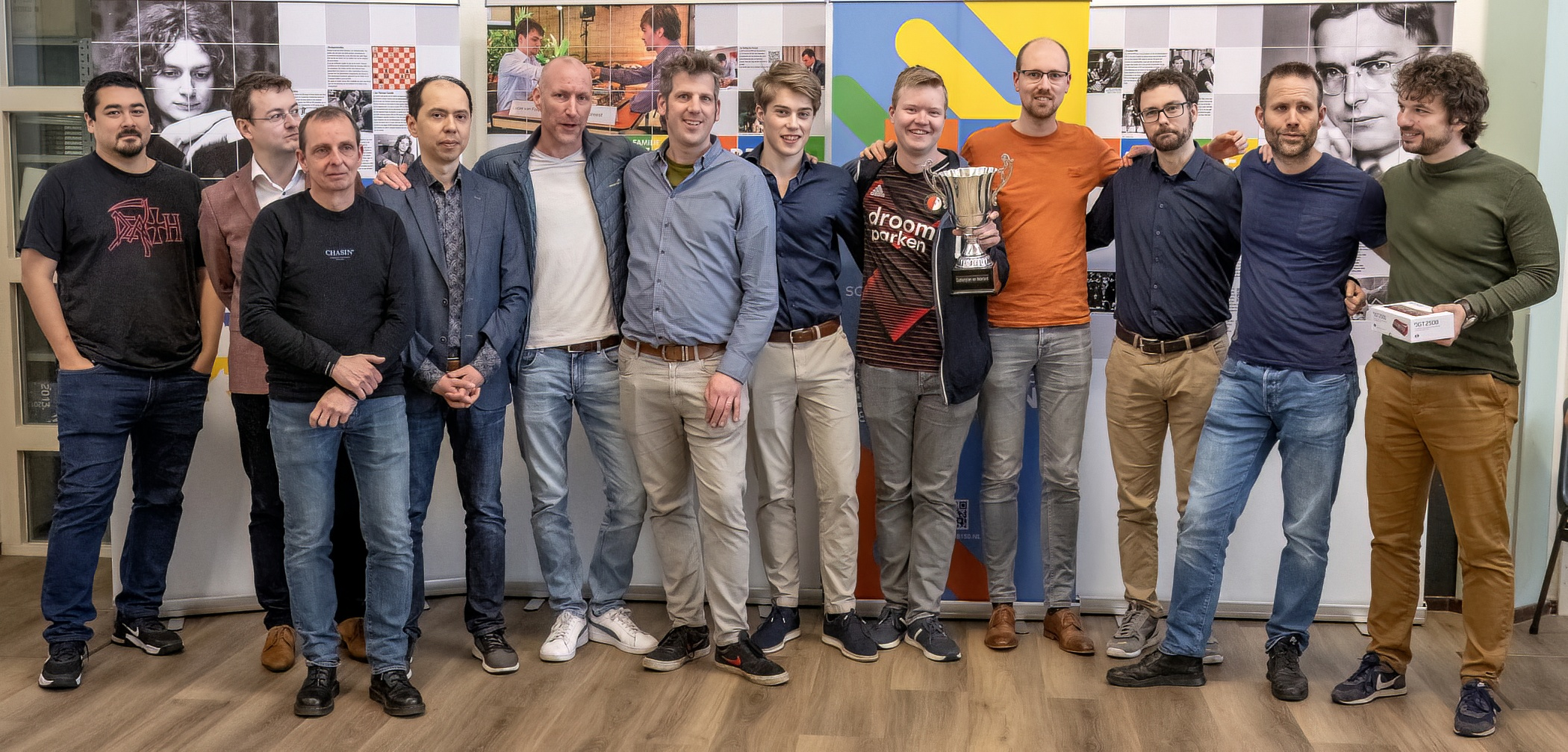
Pierwsza drużyna w sezonie 2022/2023

Klub jest wynikiem fuzji SV Apeldoorn (SVA) i Apeldoorns SG (ASG). Od 1999 roku te kluby wystawiały w rozgrywkach ligowych wspólne drużyny pod nazwą Schaakstad Apeldoorn. W sezonie 1999/2000 pierwszy zespół Schaakstad Apeldoorn awansował do Meesterklasse. W 2003 roku doszło do oficjalnego połączenia SVA i ASG. W sezonie 2003/2004 klub, występujący wówczas pod nazwą BIS, spadł z Meesterklaase. W 2005 roku klub powrócił do pierwszej ligi. Sezon 2006/2007 zespół zakończył uzyskaniem trzeciego miejsca w Meesterklaase. W 2007 roku klub zadebiutował w Pucharze Europy. Holenderski zespół wygrał wówczas z HMC Calder i Brønshøj SF, zremisował z CRELEL Liège, a przegrał z OSG Baden-Baden, KSK Rochade Eupen-Kelmis, Manisą Doruk Koleji SK i Cannes Echecs, zajmując w klasyfikacji 43. miejsce. W 2011 roku klub ponownie był trzeci w krajowej lidze. W Pucharze Europy klub zajął 18. miejsce, po zwycięstwach nad Expikiem Prisztina, De Sprénger Echternach i e2e4.org.uk, remisach z Libertasem Nereto i LSG oraz przegranych z A DAN DZO & PGMB Czernihów i Taflfélagið Hellir. W sezonie 2012/2013 klub zdobył wicemistrzostwo Holandii, ulegając jedynie SC En Passant. W Pucharze Europy zespół wygrał z SG Solingen, Jetsmark SK i KSK 47 Eynatten, zremisował z ASI Bologna oraz przegrał z PGMB Rostów nad Donem, Mińskiem i L’Échiquier Amaytois, zajmując w klasyfikacji 25. pozycję. W 2014 roku zespół spadł z Meesterklaase. W sezonie 2015/2016 klub uzyskał awans do pierwszej ligi. W latach 2018–2019 klub uczestniczył w Pucharze Europy, zajmując odpowiednio 42. i 38. miejsce. W sezonie 2021/2022 klub zdobył tytuł mistrza kraju. Skład drużyny stanowili wówczas m.in. Anisz Giri, Rustam Kasimdjanov, Erwin l'Ami, Max Warmerdam, Arik Braun, Mads Andersen, Roeland Pruijssers, Alexandr Fier, Thomas Beerdsen, Nico Zwirs, Stefan Kuipers i Merijn van Delft. W Pucharze Europy zespół zajął 43. miejsce, wygrywając z LSG 2, Haifa-Nesher Chess Club i Ennis Chess Club, a przegrywając z 1. Novoborským ŠK, ŠK Dunajská Streda, SV Paul Keres i SG Solingen. W sezonie 2022/2023 zespół obronił tytuł mistrza Holandii. W 2024 roku klub zajął trzecie miejsce w lidze, za Kennemer Combinatie i LSG.

## Arcymistrzowie w historii klubu
- Mads Andersen[19]
- Borys Awruch[23]
- Thomas Beerdsen[24]
- Arik Braun[25]
- Stelios Chalkias[26]
- Alexandre Dgebuadze[27]
- Sipke Ernst[28]
- Alexandr Fier[29]
- Anisz Giri[19]
- Igor Glek[27]
- Jan Gustafsson[30]
- Sune Berg Hansen[30]
- Michael Hoffmann[31]
- Wiaczesław Ikonnikow[32]
- Artur Jusupow[27]
- Rustam Kasimdjanov[19]
- Robby Kevlishvili[24]
- Erwin l'Ami[33]
- Lorenzo Lodici[24]
- Alexander Naumann[30]
- Roeland Pruijssers[34]
- Jonathan Rowson[35]
- Roland Schmaltz[25]
- Sebastian Siebrecht[32]
- Maarten Solleveld[36]
- Max Warmerdam[19]
- Ilia Zaragacki[37]